# Filip van België
Filip Leopold Lodewijk Maria (Brussel, 15 april 1960) is sinds 21 juli 2013 de zevende koning der Belgen. Hij is de oudste zoon van koning Albert II en koningin Paola.

## Biografie

### Geboorte en jeugd
Filip kwam als oudste zoon van kroonprins Albert en kroonprinses Paola op 15 april 1960 om 9:40 uur ter wereld op het Kasteel Belvédère. 101 kanonschoten boven Brussel kondigden de geboorte van de prins aan. Hij werd op 17 mei 1960 gedoopt in de kerk Sint-Jacob-op-Koudenberg in Brussel. Zijn peetouders zijn koning Leopold III en prinses Ruffo di Calabria geboren gravin Luisa Gazelli di Rossana, respectievelijk zijn grootvader langs vaderszijde en zijn grootmoeder langs moederszijde. Aan het einde van de jaren 60, toen duidelijk werd dat het huwelijk van zijn oom koning Boudewijn kinderloos zou blijven, werd prins Filip steeds nadrukkelijker als troonopvolger naar voren geschoven.
Filip was de eerste kroonprins van België die geen privé-onderwijs kreeg. Hij volgde de humaniora in een gewone school. Tot zijn vijftiende ging hij naar het Franstalige jezuïetencollege Sint-Michiel in Brussel. Hierna ging hij naar de Nederlandstalige abdijschool van Zevenkerken in Sint-Andries in Brugge. Hij volgde van 1978 tot 1981 onderwijs op universitair niveau aan de Koninklijke Militaire School in Brussel. Daar maakte hij deel uit van de 118e Promotie "Alle Wapens" en behaalde hij paracommando- en vliegbrevetten. Daarna had hij een korte carrière in het leger.
Vervolgens studeerde hij in 1988 een trimester aan het Trinity College van de Universiteit van Oxford in het Verenigd Koninkrijk, en ging hij twee jaar naar de Stanford-universiteit in de Verenigde Staten, waar hij de graad van 'Master of Arts in Political Science' behaalde.
Hij had al sinds lang een passie voor techniek en vooral voor jachtvliegtuigen en begon een opleiding als gevechtspiloot. Hij vloog op Alpha Jet, Mirage V en F-16. Hij maakte ook 30 solovluchten, en bezat lange tijd een eigen helikopter.
Vanaf 1992 beschikte Filip over een eigen 'Huis' en ontving hij een jaarlijkse dotatie. Na de dood van koning Boudewijn in 1993 en de eedaflegging van zijn vader, koning Albert II, ontving hij de titel Hertog van Brabant, een titel die gewoonlijk aan de kroonprins gegeven wordt. Vanaf dan nam de prins veel meer officiële taken op zich en sprak men van het 'Huis van de Hertog van Brabant'. Na zijn huwelijk werd dit het 'Huis van de Hertog en de Hertogin van Brabant'.
Naar aanleiding van zijn 50e verjaardag en ook later gingen stemmen op in de kranten over een grondwettelijke herziening van het koninklijk statuut naar een meer ceremoniële of protocollaire invulling, volgens het voorbeeld van de Scandinavische landen. In politieke kringen is hierover nooit overeenstemming bereikt en er is bijgevolg geen gevolg aan gegeven.

### Naam
De volledige naam van Filip is Filip Leopold Lodewijk Maria. Naar de Belgische koning wordt in het Nederlands met Filip verwezen. Maar bij zijn geboorte werd hij aangekondigd als Filips (met een s) Leopold Lodewijk Maria. Filips is de historisch gebruikelijke Nederlandse naam bij koningen en andere heersers waarvan de voornaam vertaald wordt.
In het Frans zijn er geen verschillende schrijfwijzen; zijn officiële naam voor de Franstalige Belgen en voor het grootste deel van de buitenwereld is Philippe Léopold Louis Marie de Belgique.

### Huwelijk en kinderen
Filip verloofde zich op 10 september 1999 met jonkvrouw Mathilde d'Udekem d'Acoz (° 20 januari 1973), de oudste dochter van graaf Patrick d'Udekem d'Acoz en gravin Anne Komorowska. Op 13 november 1999 vond de officiële verlovingsvoorstelling plaats, die plaats had in de tuin van het kasteel van Laken. Daarna volgde een kennismaking met de bevolking via de blijde intredes in elke provincie. Het Paleis maakte bekend dat het huwelijk nog hetzelfde jaar zou plaatsvinden. Op 4 december 1999 trouwden zij in Brussel. Het burgerlijk huwelijk werd gesloten door de burgemeester van Brussel, ridder François-Xavier de Donnea, in het stadhuis van Brussel. Het kerkelijk huwelijk werd door de aartsbisschop van Mechelen-Brussel, kardinaal Godfried Danneels ingezegend.
Filip en Mathilde hebben vier kinderen:
- prinses Elisabeth (25 oktober 2001), hertogin van Brabant
- prins Gabriël (20 augustus 2003)
- prins Emmanuel (4 oktober 2005)
- prinses Eléonore (16 april 2008)

### Troonopvolging
Vanaf zijn geboorte tot de eedaflegging van zijn vader op 9 augustus 1993 was Filip tweede in lijn om de troon te bestijgen, na zijn vader Albert. Hierna was hij gedurende een periode van bijna 20 jaar de kroonprins van België. Bijgevolg kreeg hij de dynastieke titel Hertog van Brabant; zijn vrouw Mathilde droeg de titel Hertogin van Brabant vanaf hun huwelijk in 1999.
Sinds zijn eedaflegging op 21 juli 2013 is Filip de zevende Koning der Belgen. Zijn oudste dochter Elisabeth, die in 2001 geboren werd, is sindsdien kroonprinses en Hertogin van Brabant.
Van 21 juni 1994 tot zijn eedaflegging op 21 juli 2013 was koning Filip senator van rechtswege, iets wat het merendeel van de Belgen ouderwets vonden. De grondwet bood echter die mogelijkheid. In 2014 werd de functie van senator van rechtswege definitief afgeschaft.

## Koning der Belgen

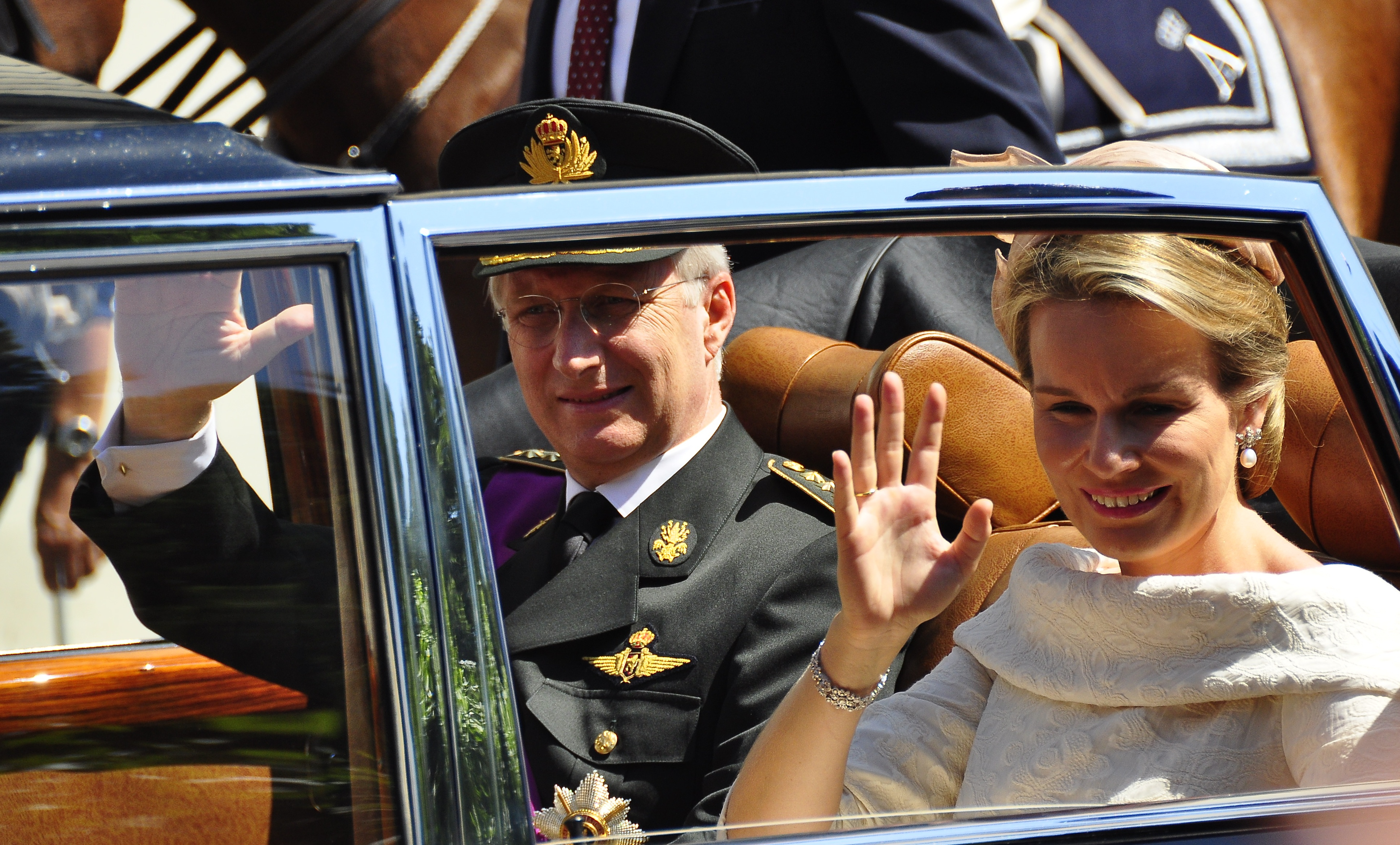
Koning Filip en koningin Mathilde tijdens een parade na de eedaflegging. Brussel, 21 juli 2013.

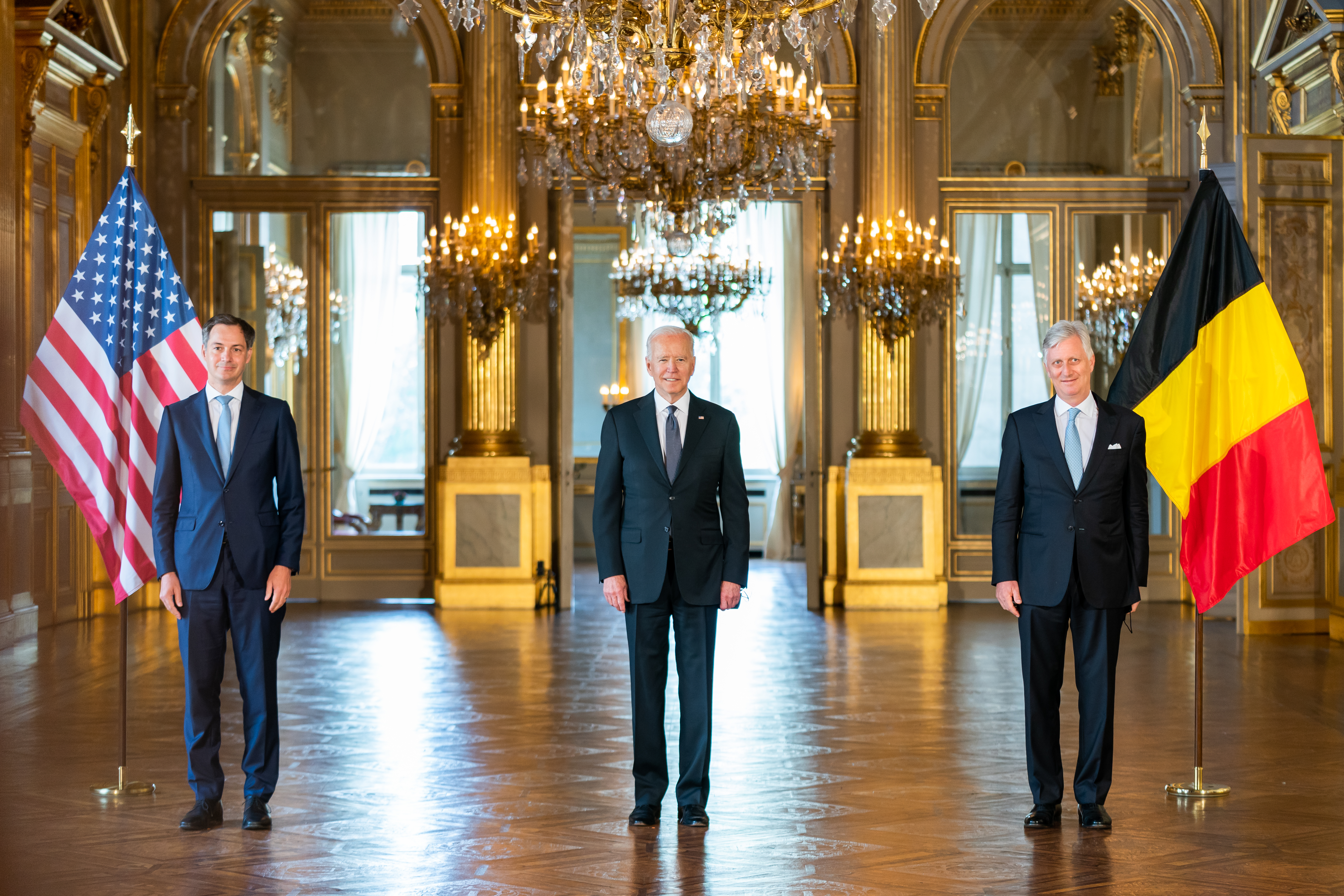
Amerikaans president Joe Biden met koning Filip van België en eerste minister Alexander De Croo. Brussel, Koninklijk Paleis, 15 juni 2021.

Nadat koning Albert II op 3 juli 2013 bekendmaakte dat hij vanwege zijn leeftijd en gezondheid zou aftreden ten gunste van prins Filip, legde deze op 21 juli 2013, de nationale feestdag van België, de eed af als zevende koning der Belgen. Zijn dochter prinses Elisabeth, hertogin van Brabant, werd de eerste in rij voor de troonopvolging.
Filip is de eerste Belgische koning die ook Belgische voorouders heeft: een van zijn voorvaderen langs moederskant is graaf Jacques Coghen. Langs dezelfde kant komen ook de voorouders van de koning uit Italië en Nederland.
Van september tot november 2013 deed Filip samen met zijn vrouw Mathilde de Blijde intredes in de provinciehoofdsteden. De spits werd afgebeten in Leuven.
Zijn eerste buitenlandse reis als koning maakte hij met koningin Mathilde op 8 november 2013 naar Nederland. Hij werd op Paleis Noordeinde ontvangen door koning Willem-Alexander en koningin Máxima en bracht als eerste Belgische koning in de geschiedenis een bezoek aan de Staten-Generaal, het parlement van Nederland.
De koning verwelkomde verschillende buitenlandse staatshoofden, waaronder de president Xi Jinping van China in 2014, de Amerikaanse presidenten Barack Obama in 2014 (tweemaal), Donald Trump in 2017 en Joe Biden in 2021 en ook de koning Abdoellah II van Jordanië in 2016. Na de terroristische aanslagen in Brussel en Zaventem van 22 maart 2016 sprak hij alle Belgen toe op de nationale media.
In 2020 drukte hij als eerste Belgische koning spijt uit voor het bewind van Leopold II en later België in de voormalige kolonie Congo.
Koning Filip sprak zich in zijn jaarlijkse toespraak op de nationale feestdag op 21 juli 2025 uitzonderlijk scherp uit over de situatie in Gaza. Hij noemde de humanitaire omstandigheden daar "een schande voor de mensheid" en benadrukte dat onschuldige burgers gevangen zitten in hun enclave, waar zij sterven van honger en onder de bommen bezwijken.
De Belgische koning sloot zich aan bij de internationale oproep — met name van de secretaris-generaal van de Verenigde Naties António Guterres — om een onmiddellijk einde te maken aan de aanhoudende crisis. De duidelijke uitlatingen van de koning over een actueel, politiek gevoelig internationaal conflict trokken internationaal de aandacht. Het Forum der Joodse Organisaties sprak zijn ontgoocheling uit over de uitspraken.

## Maatschappelijke taken

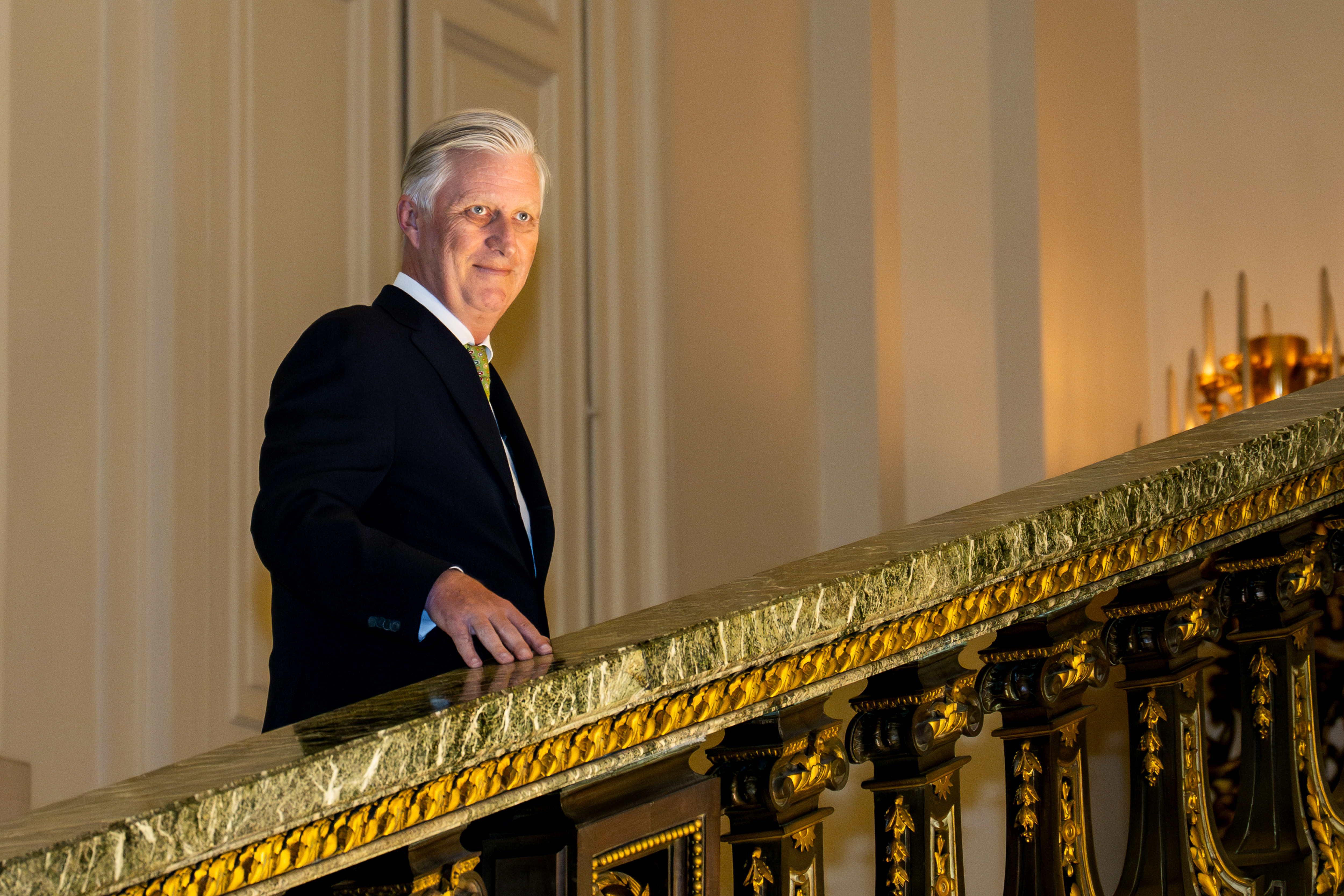
Koning Filip in 2024.

Filip is, na zijn vader, voorzitter geworden van de Belgische Dienst voor de Buitenlandse Handel. In die hoedanigheid leidde hij elk jaar een viertal economische missies ter bevordering van de Belgische export. In totaal leidde hij een tachtigtal zendingen. Ook al organiseren de verschillende gewesten hun eigen economische missies, zijn de federale, geleid door de prins, de meest opvallende en de meest door de media gevolgde. Naast het bedrijfsleven, nemen ook de gewestelijke overheden er actief aan deel.
In 1998 richtte de prins, in het kader van de Koning Boudewijnstichting, het Prins Filipfonds op, met als doel de gemeenschappen in België dichter bij elkaar te brengen. Zijn motto is "Wat ons bindt is zoveel sterker dan wat ons scheidt, het is een troef die we in handen hebben". Ook wil hij graag een 'bruggenbouwer' worden genoemd.
In 2002 ontving hij een eredoctoraat van de Katholieke Universiteit Leuven.
Koning Filip is erelid van de Club van Rome en erevoorzitter van de Belgische afdeling. Hij was ook aanwezig op bijeenkomsten van de Bilderberggroep. 

## Kritiek
Filip is een paar keer in aanvaring gekomen met de politiek en de pers. Hij deed een uitval naar de partij Vlaams Belang, ondertekende een document van de werkgeversvereniging VBO en berispte begin 2007 de redacteuren van twee Vlaamse kranten. De prins werd hiervoor door eerste minister Guy Verhofstadt terechtgewezen. Sommigen drukten de vrees uit dat Filip een actieve politieke rol zou willen spelen zodra hij de troon besteeg.
Filip werd ook ongewild betrokken in een dispuut tussen de Vlaamse Gemeenschap en de Koninklijke Collectie die ter beschikking staat van de koninklijke familie om de residenties te bemeubelen, over het eigendomsrecht van meubelen die afkomstig waren uit het Paleis op de Meir in Antwerpen. Sommige daarvan dienden om de vleugel te bemeubelen die de prins bewoonde in het Koninklijk Paleis in Brussel. Op 3 september 2008 werd een akkoord bereikt over teruggave aan de Vlaamse overheid en nog voor de inhuldiging van het gerestaureerde paleis in 2010 stonden de meubels weer op hun oorspronkelijke plek.
Tijdens het eerste staatsbezoek van een Belgisch vorst aan Congo na de onafhankelijkheid van het land verzuimde hij op 8 juni 2022 excuses aan te bieden voor de koloniale wandaden gepleegd door zijn voorganger en de Belgische staat. Hij liet het bij een herhaalde spijtbetuiging die hij twee jaar eerder al had geschreven in een brief aan president Tshisekedi ter gelegenheid van de zestigste viering van de onafhankelijkheid.

## Onderscheidingen

Wapen van koning Filip

Standaard van koning Filip

### Belgische orden
Sinds 21 juli 2013 is koning Filip:
- Grootmeester van de Leopoldsorde
- Grootmeester van de Orde van Leopold II
- Grootmeester van de Kroonorde
- Grootmeester van de Orde van de Afrikaanse Ster
- Grootmeester van de Orde van de Leeuw

### Buitenlandse orden
- Argentinië: grootkruis in de Orde van de Bevrijder San Martin sedert 6 mei 1994
- Bolivia: grootkruis in de Orde van de Condor van de Andes sedert 9 september 1996
- Denemarken: ridder in de Orde van de Olifant sedert 28 mei 2002
- Duitsland: bijzonder grootkruis in de Orde van Verdienste van de Bondsrepubliek Duitsland sedert 6 maart 2016
- Finland: grootkruis in de Orde van de Witte Roos sedert 30 maart 2004
- Frankrijk: grootkruis in het Legioen van Eer sedert 6 februari 2014
- Griekenland: grootkruis in de Orde van de Verlosser sedert 2 mei 2022
- Griekenland: grootkruis in de Orde van de Eer sedert 1 februari 2005
- Hongarije: grootkruis in de Orde van de Hongaarse Republiek sedert 18 april 2008
- Italië: grootkruis met keten in de Orde van Verdienste sedert 1 december 2021
- Japan: grootlint met keten in de Chrysanthemumorde sedert 9 oktober 2016
- Jordanië: grootlint met keten in de Orde van Hoessein ibn Ali sedert 18 mei 2016
- Litouwen: grootkruis met keten in de Orde van Vytautas de Grote sedert 24 oktober 2022
- Luxemburg: ridder in de Orde van de Gouden Leeuw van Nassau sedert 15 maart 1999
- Nederland: grootkruis in de Orde van Oranje-Nassau sedert 6 mei 1993
- Nederland: grootkruis in de Orde van de Nederlandse Leeuw sedert 28 november 2016
- Noorwegen: grootkruis in de Orde van Sint-Olaf sedert 20 mei 2003
- Oman: grootlint met keten in de Orde van Al-Said sedert 4 december 2024
- Oman: lid van de Orde van Oman sedert 3 februari 2022
- Oostenrijk: grote ster van het Ereteken van Verdienste voor de Republiek Oostenrijk sedert 21 maart 2022
- Polen: ridder in de Orde van de Witte Adelaar sedert 13 oktober 2015
- Polen: grootkruis in de Orde van Verdienste van de Poolse Republiek sedert 18 oktober 2004
- Portugal: grootkruis in de Christusorde sedert 18 oktober 2005
- Portugal: grootkruis in de Orde van Aviz sedert 7 oktober 1997
- Portugal: grootlint in de Orde van de Infant Dom Henrique sedert 22 oktober 2018
- Spanje: grootkruis in de Orde van Isabella de Katholieke sedert 16 mei 2000
- Zweden: ridder in de Orde van de Serafijnen sedert 7 mei 2001
- Tsjechië: grootkruis in de Orde van de Witte Leeuw sedert 5 mei 2025
- Turkije: lid van de Orde van de Turkse Republiek sedert 4 oktober 2015
- Vaticaanstad: ridder grootkruis in de Orde van het Heilig Graf van Jeruzalem sedert 17 november 2015

### Overige

#### In het Belgisch leger
- Opperbevelhebber van het Belgisch leger sedert 21 juli 2013
- Generaal bij de landmacht sedert 21 juli 2013
- Generaal bij de luchtmacht sedert 21 juli 2013
- Admiraal bij de zeemacht sedert 21 juli 2013

#### Eredoctoraten
- Eredoctoraat van de Katholieke Universiteit Leuven sedert 4 februari 2002
- Eredoctoraat van de Universiteit van Wuhan sedert 22 juni 2015[13]

#### Erefuncties
- Erevoorzitter van het Agentschap voor Buitenlandse Handel van 1993 tot 2013
- Voorzitter van de Nationale Raad voor Duurzame Ontwikkeling van 1993 tot 1997
- Erevoorzitter van de Federale Raad voor Duurzame Ontwikkeling sedert 1997
- Stichter van het Prins Filipfonds in 1998
- Erevoorzitter van de Belgische Investeringsmaatschappij voor Ontwikkelingslanden sedert 2001
- Erevoorzitter van het Europese Afdeling van de Club van Rome sedert 2004
- Erevoorzitter van de International Polar Foundation sedert 2004

## Kwartierstaat
| Filips van België (1837-1905) | Filips van België (1837-1905) | Filips van België (1837-1905)                  | Filips van België (1837-1905)                  | Filips van België (1837-1905)                  | Filips van België (1837-1905)                  |                                                |                                                | Karel Theodoor in Beieren (1839-1909) | Karel Theodoor in Beieren (1839-1909) | Karel Theodoor in Beieren (1839-1909) | Karel Theodoor in Beieren (1839-1909) | Karel Theodoor in Beieren (1839-1909) | Karel Theodoor in Beieren (1839-1909) |                                     |                                     | Oscar II van Zweden (1829-1907) | Oscar II van Zweden (1829-1907) | Oscar II van Zweden (1829-1907) | Oscar II van Zweden (1829-1907) | Oscar II van Zweden (1829-1907) | Oscar II van Zweden (1829-1907) |                               |                               | Frederik VIII van Denemarken (1843-1912) | Frederik VIII van Denemarken (1843-1912) | Frederik VIII van Denemarken (1843-1912) | Frederik VIII van Denemarken (1843-1912) | Frederik VIII van Denemarken (1843-1912) | Frederik VIII van Denemarken (1843-1912) |                                  |                                  | Don Fulco Ruffo di Calabria Santapau (1801-1848)       | Don Fulco Ruffo di Calabria Santapau (1801-1848)       | Don Fulco Ruffo di Calabria Santapau (1801-1848)       | Don Fulco Ruffo di Calabria Santapau (1801-1848)       | Don Fulco Ruffo di Calabria Santapau (1801-1848)       | Don Fulco Ruffo di Calabria Santapau (1801-1848)       |                                          |                                          | Théodore Mosselman du Chenoy (1804-1876) | Théodore Mosselman du Chenoy (1804-1876) | Théodore Mosselman du Chenoy (1804-1876) | Théodore Mosselman du Chenoy (1804-1876) | Théodore Mosselman du Chenoy (1804-1876) | Théodore Mosselman du Chenoy (1804-1876) |                             |                             | Calisto Gazelli di Rossana e di Sebastiano (1803-1875) | Calisto Gazelli di Rossana e di Sebastiano (1803-1875) | Calisto Gazelli di Rossana e di Sebastiano (1803-1875) | Calisto Gazelli di Rossana e di Sebastiano (1803-1875) | Calisto Gazelli di Rossana e di Sebastiano (1803-1875) | Calisto Gazelli di Rossana e di Sebastiano (1803-1875) |                                                |                                                | Felice Rignon (1829–1914)                        | Felice Rignon (1829–1914)                        | Felice Rignon (1829–1914)                        | Felice Rignon (1829–1914)                        | Felice Rignon (1829–1914)                        | Felice Rignon (1829–1914)                        |                                          |                                          |  |  |  |  |  |  |  |  |  |  |  |  |  |  |  |  |  |  |  |  |  |  |  |  |  |  |  |  |  |  |  |  |  |  |  |  |  |  |  |  |  |  |  |  |  |  |
| Filips van België (1837-1905) | Filips van België (1837-1905) | Filips van België (1837-1905)                  | Filips van België (1837-1905)                  | Filips van België (1837-1905)                  | Filips van België (1837-1905)                  |                                                |                                                | Karel Theodoor in Beieren (1839-1909) | Karel Theodoor in Beieren (1839-1909) | Karel Theodoor in Beieren (1839-1909) | Karel Theodoor in Beieren (1839-1909) | Karel Theodoor in Beieren (1839-1909) | Karel Theodoor in Beieren (1839-1909) |                                     |                                     | Oscar II van Zweden (1829-1907) | Oscar II van Zweden (1829-1907) | Oscar II van Zweden (1829-1907) | Oscar II van Zweden (1829-1907) | Oscar II van Zweden (1829-1907) | Oscar II van Zweden (1829-1907) |                               |                               | Frederik VIII van Denemarken (1843-1912) | Frederik VIII van Denemarken (1843-1912) | Frederik VIII van Denemarken (1843-1912) | Frederik VIII van Denemarken (1843-1912) | Frederik VIII van Denemarken (1843-1912) | Frederik VIII van Denemarken (1843-1912) |                                  |                                  | Don Fulco Ruffo di Calabria Santapau (1801-1848)       | Don Fulco Ruffo di Calabria Santapau (1801-1848)       | Don Fulco Ruffo di Calabria Santapau (1801-1848)       | Don Fulco Ruffo di Calabria Santapau (1801-1848)       | Don Fulco Ruffo di Calabria Santapau (1801-1848)       | Don Fulco Ruffo di Calabria Santapau (1801-1848)       |                                          |                                          | Théodore Mosselman du Chenoy (1804-1876) | Théodore Mosselman du Chenoy (1804-1876) | Théodore Mosselman du Chenoy (1804-1876) | Théodore Mosselman du Chenoy (1804-1876) | Théodore Mosselman du Chenoy (1804-1876) | Théodore Mosselman du Chenoy (1804-1876) |                             |                             | Calisto Gazelli di Rossana e di Sebastiano (1803-1875) | Calisto Gazelli di Rossana e di Sebastiano (1803-1875) | Calisto Gazelli di Rossana e di Sebastiano (1803-1875) | Calisto Gazelli di Rossana e di Sebastiano (1803-1875) | Calisto Gazelli di Rossana e di Sebastiano (1803-1875) | Calisto Gazelli di Rossana e di Sebastiano (1803-1875) |                                                |                                                | Felice Rignon (1829–1914)                        | Felice Rignon (1829–1914)                        | Felice Rignon (1829–1914)                        | Felice Rignon (1829–1914)                        | Felice Rignon (1829–1914)                        | Felice Rignon (1829–1914)                        |                                          |                                          |  |  |  |  |  |  |  |  |  |  |  |  |  |  |  |  |  |  |  |  |  |  |  |  |  |  |  |  |  |  |  |  |  |  |  |  |  |  |  |  |  |  |  |  |  |  |
|                               |                               | Maria van Hohenzollern-Sigmaringen (1845-1912) | Maria van Hohenzollern-Sigmaringen (1845-1912) | Maria van Hohenzollern-Sigmaringen (1845-1912) | Maria van Hohenzollern-Sigmaringen (1845-1912) | Maria van Hohenzollern-Sigmaringen (1845-1912) | Maria van Hohenzollern-Sigmaringen (1845-1912) |                                       |                                       | Maria José van Bragança (1857-1943)   | Maria José van Bragança (1857-1943)   | Maria José van Bragança (1857-1943)   | Maria José van Bragança (1857-1943)   | Maria José van Bragança (1857-1943) | Maria José van Bragança (1857-1943) |                                 |                                 | Sophia van Nassau (1836-1913)   | Sophia van Nassau (1836-1913)   | Sophia van Nassau (1836-1913)   | Sophia van Nassau (1836-1913)   | Sophia van Nassau (1836-1913) | Sophia van Nassau (1836-1913) |                                          |                                          | Louise Bernadotte (1851-1926)            | Louise Bernadotte (1851-1926)            | Louise Bernadotte (1851-1926)            | Louise Bernadotte (1851-1926)            | Louise Bernadotte (1851-1926)    | Louise Bernadotte (1851-1926)    |                                                        |                                                        | Donna Maria Felicita Alliata (1783-1842)               | Donna Maria Felicita Alliata (1783-1842)               | Donna Maria Felicita Alliata (1783-1842)               | Donna Maria Felicita Alliata (1783-1842)               | Donna Maria Felicita Alliata (1783-1842) | Donna Maria Felicita Alliata (1783-1842) |                                          |                                          | Isabelle Coghen (1822-1891)              | Isabelle Coghen (1822-1891)              | Isabelle Coghen (1822-1891)              | Isabelle Coghen (1822-1891)              | Isabelle Coghen (1822-1891) | Isabelle Coghen (1822-1891) |                                                        |                                                        | Francesca Gazelli di Rossana Cotti (1821-1965)         | Francesca Gazelli di Rossana Cotti (1821-1965)         | Francesca Gazelli di Rossana Cotti (1821-1965)         | Francesca Gazelli di Rossana Cotti (1821-1965)         | Francesca Gazelli di Rossana Cotti (1821-1965) | Francesca Gazelli di Rossana Cotti (1821-1965) |                                                  |                                                  | Luisa Peronne di San Martino (1838–1880)         | Luisa Peronne di San Martino (1838–1880)         | Luisa Peronne di San Martino (1838–1880)         | Luisa Peronne di San Martino (1838–1880)         | Luisa Peronne di San Martino (1838–1880) | Luisa Peronne di San Martino (1838–1880) |  |  |  |  |  |  |  |  |  |  |  |  |  |  |  |  |  |  |  |  |  |  |  |  |  |  |  |  |  |  |  |  |  |  |  |  |  |  |  |  |  |  |  |  |  |  |
|                               |                               | Maria van Hohenzollern-Sigmaringen (1845-1912) | Maria van Hohenzollern-Sigmaringen (1845-1912) | Maria van Hohenzollern-Sigmaringen (1845-1912) | Maria van Hohenzollern-Sigmaringen (1845-1912) | Maria van Hohenzollern-Sigmaringen (1845-1912) | Maria van Hohenzollern-Sigmaringen (1845-1912) |                                       |                                       | Maria José van Bragança (1857-1943)   | Maria José van Bragança (1857-1943)   | Maria José van Bragança (1857-1943)   | Maria José van Bragança (1857-1943)   | Maria José van Bragança (1857-1943) | Maria José van Bragança (1857-1943) |                                 |                                 | Sophia van Nassau (1836-1913)   | Sophia van Nassau (1836-1913)   | Sophia van Nassau (1836-1913)   | Sophia van Nassau (1836-1913)   | Sophia van Nassau (1836-1913) | Sophia van Nassau (1836-1913) |                                          |                                          | Louise Bernadotte (1851-1926)            | Louise Bernadotte (1851-1926)            | Louise Bernadotte (1851-1926)            | Louise Bernadotte (1851-1926)            | Louise Bernadotte (1851-1926)    | Louise Bernadotte (1851-1926)    |                                                        |                                                        | Donna Maria Felicita Alliata (1783-1842)               | Donna Maria Felicita Alliata (1783-1842)               | Donna Maria Felicita Alliata (1783-1842)               | Donna Maria Felicita Alliata (1783-1842)               | Donna Maria Felicita Alliata (1783-1842) | Donna Maria Felicita Alliata (1783-1842) |                                          |                                          | Isabelle Coghen (1822-1891)              | Isabelle Coghen (1822-1891)              | Isabelle Coghen (1822-1891)              | Isabelle Coghen (1822-1891)              | Isabelle Coghen (1822-1891) | Isabelle Coghen (1822-1891) |                                                        |                                                        | Francesca Gazelli di Rossana Cotti (1821-1965)         | Francesca Gazelli di Rossana Cotti (1821-1965)         | Francesca Gazelli di Rossana Cotti (1821-1965)         | Francesca Gazelli di Rossana Cotti (1821-1965)         | Francesca Gazelli di Rossana Cotti (1821-1965) | Francesca Gazelli di Rossana Cotti (1821-1965) |                                                  |                                                  | Luisa Peronne di San Martino (1838–1880)         | Luisa Peronne di San Martino (1838–1880)         | Luisa Peronne di San Martino (1838–1880)         | Luisa Peronne di San Martino (1838–1880)         | Luisa Peronne di San Martino (1838–1880) | Luisa Peronne di San Martino (1838–1880) |  |  |  |  |  |  |  |  |  |  |  |  |  |  |  |  |  |  |  |  |  |  |  |  |  |  |  |  |  |  |  |  |  |  |  |  |  |  |  |  |  |  |  |  |  |  |
| Albert I (1875-1934)          | Albert I (1875-1934)          | Albert I (1875-1934)                           | Albert I (1875-1934)                           | Albert I (1875-1934)                           | Albert I (1875-1934)                           |                                                |                                                | Elisabeth in Beieren (1876-1965)      | Elisabeth in Beieren (1876-1965)      | Elisabeth in Beieren (1876-1965)      | Elisabeth in Beieren (1876-1965)      | Elisabeth in Beieren (1876-1965)      | Elisabeth in Beieren (1876-1965)      |                                     |                                     | Karel van Zweden (1861-1951)    | Karel van Zweden (1861-1951)    | Karel van Zweden (1861-1951)    | Karel van Zweden (1861-1951)    | Karel van Zweden (1861-1951)    | Karel van Zweden (1861-1951)    |                               |                               | Ingeborg van Denemarken (1877-1973)      | Ingeborg van Denemarken (1877-1973)      | Ingeborg van Denemarken (1877-1973)      | Ingeborg van Denemarken (1877-1973)      | Ingeborg van Denemarken (1877-1973)      | Ingeborg van Denemarken (1877-1973)      |                                  |                                  | Fulco Beniamino Tristano Ruffo di Calabria (1848-1901) | Fulco Beniamino Tristano Ruffo di Calabria (1848-1901) | Fulco Beniamino Tristano Ruffo di Calabria (1848-1901) | Fulco Beniamino Tristano Ruffo di Calabria (1848-1901) | Fulco Beniamino Tristano Ruffo di Calabria (1848-1901) | Fulco Beniamino Tristano Ruffo di Calabria (1848-1901) |                                          |                                          | Laura Mosselman du Chenoy (1851-1925)    | Laura Mosselman du Chenoy (1851-1925)    | Laura Mosselman du Chenoy (1851-1925)    | Laura Mosselman du Chenoy (1851-1925)    | Laura Mosselman du Chenoy (1851-1925)    | Laura Mosselman du Chenoy (1851-1925)    |                             |                             | Augusto Filippo Stanislas Gazelli (1855-1937)          | Augusto Filippo Stanislas Gazelli (1855-1937)          | Augusto Filippo Stanislas Gazelli (1855-1937)          | Augusto Filippo Stanislas Gazelli (1855-1937)          | Augusto Filippo Stanislas Gazelli (1855-1937)          | Augusto Filippo Stanislas Gazelli (1855-1937)          |                                                |                                                | Maria Cristina Giovanna Luisa Rignon (1858-1930) | Maria Cristina Giovanna Luisa Rignon (1858-1930) | Maria Cristina Giovanna Luisa Rignon (1858-1930) | Maria Cristina Giovanna Luisa Rignon (1858-1930) | Maria Cristina Giovanna Luisa Rignon (1858-1930) | Maria Cristina Giovanna Luisa Rignon (1858-1930) |                                          |                                          |  |  |  |  |  |  |  |  |  |  |  |  |  |  |  |  |  |  |  |  |  |  |  |  |  |  |  |  |  |  |  |  |  |  |  |  |  |  |  |  |  |  |  |  |  |  |
| Albert I (1875-1934)          | Albert I (1875-1934)          | Albert I (1875-1934)                           | Albert I (1875-1934)                           | Albert I (1875-1934)                           | Albert I (1875-1934)                           |                                                |                                                | Elisabeth in Beieren (1876-1965)      | Elisabeth in Beieren (1876-1965)      | Elisabeth in Beieren (1876-1965)      | Elisabeth in Beieren (1876-1965)      | Elisabeth in Beieren (1876-1965)      | Elisabeth in Beieren (1876-1965)      |                                     |                                     | Karel van Zweden (1861-1951)    | Karel van Zweden (1861-1951)    | Karel van Zweden (1861-1951)    | Karel van Zweden (1861-1951)    | Karel van Zweden (1861-1951)    | Karel van Zweden (1861-1951)    |                               |                               | Ingeborg van Denemarken (1877-1973)      | Ingeborg van Denemarken (1877-1973)      | Ingeborg van Denemarken (1877-1973)      | Ingeborg van Denemarken (1877-1973)      | Ingeborg van Denemarken (1877-1973)      | Ingeborg van Denemarken (1877-1973)      |                                  |                                  | Fulco Beniamino Tristano Ruffo di Calabria (1848-1901) | Fulco Beniamino Tristano Ruffo di Calabria (1848-1901) | Fulco Beniamino Tristano Ruffo di Calabria (1848-1901) | Fulco Beniamino Tristano Ruffo di Calabria (1848-1901) | Fulco Beniamino Tristano Ruffo di Calabria (1848-1901) | Fulco Beniamino Tristano Ruffo di Calabria (1848-1901) |                                          |                                          | Laura Mosselman du Chenoy (1851-1925)    | Laura Mosselman du Chenoy (1851-1925)    | Laura Mosselman du Chenoy (1851-1925)    | Laura Mosselman du Chenoy (1851-1925)    | Laura Mosselman du Chenoy (1851-1925)    | Laura Mosselman du Chenoy (1851-1925)    |                             |                             | Augusto Filippo Stanislas Gazelli (1855-1937)          | Augusto Filippo Stanislas Gazelli (1855-1937)          | Augusto Filippo Stanislas Gazelli (1855-1937)          | Augusto Filippo Stanislas Gazelli (1855-1937)          | Augusto Filippo Stanislas Gazelli (1855-1937)          | Augusto Filippo Stanislas Gazelli (1855-1937)          |                                                |                                                | Maria Cristina Giovanna Luisa Rignon (1858-1930) | Maria Cristina Giovanna Luisa Rignon (1858-1930) | Maria Cristina Giovanna Luisa Rignon (1858-1930) | Maria Cristina Giovanna Luisa Rignon (1858-1930) | Maria Cristina Giovanna Luisa Rignon (1858-1930) | Maria Cristina Giovanna Luisa Rignon (1858-1930) |                                          |                                          |  |  |  |  |  |  |  |  |  |  |  |  |  |  |  |  |  |  |  |  |  |  |  |  |  |  |  |  |  |  |  |  |  |  |  |  |  |  |  |  |  |  |  |  |  |  |
|                               |                               |                                                |                                                |                                                |                                                |                                                |                                                |                                       |                                       |                                       |                                       |                                       |                                       |                                     |                                     |                                 |                                 |                                 |                                 |                                 |                                 |                               |                               |                                          |                                          |                                          |                                          |                                          |                                          |                                  |                                  |                                                        |                                                        |                                                        |                                                        |                                                        |                                                        |                                          |                                          |                                          |                                          |                                          |                                          |                                          |                                          |                             |                             |                                                        |                                                        |                                                        |                                                        |                                                        |                                                        |                                                |                                                |                                                  |                                                  |                                                  |                                                  |                                                  |                                                  |                                          |                                          |  |  |  |  |  |  |  |  |  |  |  |  |  |  |  |  |  |  |  |  |  |  |  |  |  |  |  |  |  |  |  |  |  |  |  |  |  |  |  |  |  |  |  |  |  |  |
|                               |                               |                                                |                                                |                                                |                                                | Leopold III (1901-1983)                        | Leopold III (1901-1983)                        | Leopold III (1901-1983)               | Leopold III (1901-1983)               | Leopold III (1901-1983)               | Leopold III (1901-1983)               |                                       |                                       |                                     |                                     |                                 |                                 | Astrid van Zweden (1905-1935)   | Astrid van Zweden (1905-1935)   | Astrid van Zweden (1905-1935)   | Astrid van Zweden (1905-1935)   | Astrid van Zweden (1905-1935) | Astrid van Zweden (1905-1935) |                                          |                                          |                                          |                                          |                                          |                                          |                                  |                                  |                                                        |                                                        |                                                        |                                                        |                                                        |                                                        | Fulco Ruffo di Calabria (1884-1946)      | Fulco Ruffo di Calabria (1884-1946)      | Fulco Ruffo di Calabria (1884-1946)      | Fulco Ruffo di Calabria (1884-1946)      | Fulco Ruffo di Calabria (1884-1946)      | Fulco Ruffo di Calabria (1884-1946)      |                                          |                                          |                             |                             |                                                        |                                                        | Luisa Gazelli (1896-1989)                              | Luisa Gazelli (1896-1989)                              | Luisa Gazelli (1896-1989)                              | Luisa Gazelli (1896-1989)                              | Luisa Gazelli (1896-1989)                      | Luisa Gazelli (1896-1989)                      |                                                  |                                                  |                                                  |                                                  |                                                  |                                                  |                                          |                                          |  |  |  |  |  |  |  |  |  |  |  |  |  |  |  |  |  |  |  |  |  |  |  |  |  |  |  |  |  |  |  |  |  |  |  |  |  |  |  |  |  |  |  |  |  |  |
|                               |                               |                                                |                                                |                                                |                                                | Leopold III (1901-1983)                        | Leopold III (1901-1983)                        | Leopold III (1901-1983)               | Leopold III (1901-1983)               | Leopold III (1901-1983)               | Leopold III (1901-1983)               |                                       |                                       |                                     |                                     |                                 |                                 | Astrid van Zweden (1905-1935)   | Astrid van Zweden (1905-1935)   | Astrid van Zweden (1905-1935)   | Astrid van Zweden (1905-1935)   | Astrid van Zweden (1905-1935) | Astrid van Zweden (1905-1935) |                                          |                                          |                                          |                                          |                                          |                                          |                                  |                                  |                                                        |                                                        |                                                        |                                                        |                                                        |                                                        | Fulco Ruffo di Calabria (1884-1946)      | Fulco Ruffo di Calabria (1884-1946)      | Fulco Ruffo di Calabria (1884-1946)      | Fulco Ruffo di Calabria (1884-1946)      | Fulco Ruffo di Calabria (1884-1946)      | Fulco Ruffo di Calabria (1884-1946)      |                                          |                                          |                             |                             |                                                        |                                                        | Luisa Gazelli (1896-1989)                              | Luisa Gazelli (1896-1989)                              | Luisa Gazelli (1896-1989)                              | Luisa Gazelli (1896-1989)                              | Luisa Gazelli (1896-1989)                      | Luisa Gazelli (1896-1989)                      |                                                  |                                                  |                                                  |                                                  |                                                  |                                                  |                                          |                                          |  |  |  |  |  |  |  |  |  |  |  |  |  |  |  |  |  |  |  |  |  |  |  |  |  |  |  |  |  |  |  |  |  |  |  |  |  |  |  |  |  |  |  |  |  |  |
|                               |                               |                                                |                                                |                                                |                                                |                                                |                                                |                                       |                                       |                                       |                                       |                                       |                                       |                                     |                                     |                                 |                                 |                                 |                                 |                                 |                                 |                               |                               |                                          |                                          |                                          |                                          |                                          |                                          |                                  |                                  |                                                        |                                                        |                                                        |                                                        |                                                        |                                                        |                                          |                                          |                                          |                                          |                                          |                                          |                                          |                                          |                             |                             |                                                        |                                                        |                                                        |                                                        |                                                        |                                                        |                                                |                                                |                                                  |                                                  |                                                  |                                                  |                                                  |                                                  |                                          |                                          |  |  |  |  |  |  |  |  |  |  |  |  |  |  |  |  |  |  |  |  |  |  |  |  |  |  |  |  |  |  |  |  |  |  |  |  |  |  |  |  |  |  |  |  |  |  |
|                               |                               |                                                |                                                |                                                |                                                |                                                |                                                |                                       |                                       |                                       |                                       |                                       |                                       |                                     |                                     | Albert II (1934-)               | Albert II (1934-)               | Albert II (1934-)               | Albert II (1934-)               | Albert II (1934-)               | Albert II (1934-)               |                               |                               |                                          |                                          |                                          |                                          |                                          |                                          |                                  |                                  |                                                        |                                                        |                                                        |                                                        |                                                        |                                                        |                                          |                                          | Paola Ruffo di Calabria (1937-)          | Paola Ruffo di Calabria (1937-)          | Paola Ruffo di Calabria (1937-)          | Paola Ruffo di Calabria (1937-)          | Paola Ruffo di Calabria (1937-)          | Paola Ruffo di Calabria (1937-)          |                             |                             |                                                        |                                                        |                                                        |                                                        |                                                        |                                                        |                                                |                                                |                                                  |                                                  |                                                  |                                                  |                                                  |                                                  |                                          |                                          |  |  |  |  |  |  |  |  |  |  |  |  |  |  |  |  |  |  |  |  |  |  |  |  |  |  |  |  |  |  |  |  |  |  |  |  |  |  |  |  |  |  |  |  |  |  |
|                               |                               |                                                |                                                |                                                |                                                |                                                |                                                |                                       |                                       |                                       |                                       |                                       |                                       |                                     |                                     | Albert II (1934-)               | Albert II (1934-)               | Albert II (1934-)               | Albert II (1934-)               | Albert II (1934-)               | Albert II (1934-)               |                               |                               |                                          |                                          |                                          |                                          |                                          |                                          |                                  |                                  |                                                        |                                                        |                                                        |                                                        |                                                        |                                                        |                                          |                                          | Paola Ruffo di Calabria (1937-)          | Paola Ruffo di Calabria (1937-)          | Paola Ruffo di Calabria (1937-)          | Paola Ruffo di Calabria (1937-)          | Paola Ruffo di Calabria (1937-)          | Paola Ruffo di Calabria (1937-)          |                             |                             |                                                        |                                                        |                                                        |                                                        |                                                        |                                                        |                                                |                                                |                                                  |                                                  |                                                  |                                                  |                                                  |                                                  |                                          |                                          |  |  |  |  |  |  |  |  |  |  |  |  |  |  |  |  |  |  |  |  |  |  |  |  |  |  |  |  |  |  |  |  |  |  |  |  |  |  |  |  |  |  |  |  |  |  |
|                               |                               |                                                |                                                |                                                |                                                |                                                |                                                |                                       |                                       |                                       |                                       |                                       |                                       |                                     |                                     |                                 |                                 |                                 |                                 |                                 |                                 |                               |                               |                                          |                                          |                                          |                                          |                                          |                                          |                                  |                                  |                                                        |                                                        |                                                        |                                                        |                                                        |                                                        |                                          |                                          |                                          |                                          |                                          |                                          |                                          |                                          |                             |                             |                                                        |                                                        |                                                        |                                                        |                                                        |                                                        |                                                |                                                |                                                  |                                                  |                                                  |                                                  |                                                  |                                                  |                                          |                                          |  |  |  |  |  |  |  |  |  |  |  |  |  |  |  |  |  |  |  |  |  |  |  |  |  |  |  |  |  |  |  |  |  |  |  |  |  |  |  |  |  |  |  |  |  |  |
|                               |                               |                                                |                                                |                                                |                                                |                                                |                                                |                                       |                                       |                                       |                                       |                                       |                                       |                                     |                                     |                                 |                                 |                                 |                                 |                                 |                                 |                               |                               |                                          |                                          |                                          |                                          |                                          |                                          |                                  |                                  |                                                        |                                                        |                                                        |                                                        |                                                        |                                                        |                                          |                                          |                                          |                                          |                                          |                                          |                                          |                                          |                             |                             |                                                        |                                                        |                                                        |                                                        |                                                        |                                                        |                                                |                                                |                                                  |                                                  |                                                  |                                                  |                                                  |                                                  |                                          |                                          |  |  |  |  |  |  |  |  |  |  |  |  |  |  |  |  |  |  |  |  |  |  |  |  |  |  |  |  |  |  |  |  |  |  |  |  |  |  |  |  |  |  |  |  |  |  |
|                               |                               |                                                |                                                |                                                |                                                |                                                |                                                |                                       |                                       |                                       |                                       |                                       |                                       |                                     |                                     |                                 |                                 | Filip (1960-)                   | Filip (1960-)                   | Filip (1960-)                   | Filip (1960-)                   | Filip (1960-)                 | Filip (1960-)                 |                                          |                                          |                                          |                                          | Astrid van Saksen-Coburg (1962-)         | Astrid van Saksen-Coburg (1962-)         | Astrid van Saksen-Coburg (1962-) | Astrid van Saksen-Coburg (1962-) | Astrid van Saksen-Coburg (1962-)                       | Astrid van Saksen-Coburg (1962-)                       |                                                        |                                                        |                                                        |                                                        | Laurens van Saksen-Coburg (1963-)        | Laurens van Saksen-Coburg (1963-)        | Laurens van Saksen-Coburg (1963-)        | Laurens van Saksen-Coburg (1963-)        | Laurens van Saksen-Coburg (1963-)        | Laurens van Saksen-Coburg (1963-)        |                                          |                                          |                             |                             |                                                        |                                                        |                                                        |                                                        |                                                        |                                                        |                                                |                                                |                                                  |                                                  |                                                  |                                                  |                                                  |                                                  |                                          |                                          |  |  |  |  |  |  |  |  |  |  |  |  |  |  |  |  |  |  |  |  |  |  |  |  |  |  |  |  |  |  |  |  |  |  |  |  |  |  |  |  |  |  |  |  |  |  |

## In de media
In september 2020 werd op VRT CANVAS een eerste – vierdelige – documentaire Filip van België. De Lange Weg Naar De Troon uitgezonden, gemaakt door Borgerhoff & Lamberigts. In december 2023 zonden de VRT en RTBF de documentaire Filip, een jaar met de koning der Belgen uit, gemaakt door de Waalse cineast Nicolas Delvaulx, die erin slaagde een reeks persoonlijke gesprekken met de koning vast te leggen.
In oktober 2024 verscheen Achter de muren van het paleis van Wim Dehandschutter.